# 村尾成文
村尾 成文（むらお なりふみ、1936年 -2015年 ）は、日本の建築家。日本設計創立メンバー。

## 経歴
1960年、東京大学工学部建築学科卒業。山下寿郎設計事務所（現・山下設計）から、1967年日本設計事務所（現・日本設計）の設立に参加。
1997年副会長に就任。その後2001年特別顧問。
1998年日本建築家協会会長に就任したのほか、国際観光施設協会会長、日本建築学会理事、建設省（現国土交通省）中央建築士審査会委員なども歴任した。
代表作として、京王プラザホテル、名古屋観光ホテル、新宿三井ビルディング、日産自動車本社・新橋演舞場、富山県工業技術センター、アクロス福岡などがある。

## 受賞歴
建築業協会賞、日本建築学会作品賞、公共建築賞、ＪＩＡ環境建築賞

## 著書
- 「建築模型の作り方と設計への活用」彰国社 1994